# Institut klinické a experimentální medicíny
Institut klinické a experimentální medicíny (IKEM) je české zdravotnické zařízení, nacházející se v Praze-Krči, specializující se v rámci oborů kardiologie a kardiochirurgie na léčbu kardiovaskulárních onemocnění, transplantaci orgánů, dále diabetologii, nefrologii a léčbu poruch metabolismu. Sídlí na adrese Vídeňská 1958/9 v Praze 4-Krči. Je příspěvkovou organizací řízenou Ministerstvem zdravotnictví ČR.
K roku 2023 se skládá ze čtyř specializovaných center – Kardiocentrum, Transplantcentrum, Centrum diabetologie a Centrum experimentální medicíny. V čele každého centra stojí přednosta centra, pod nějž spadají přednostové jednotlivých klinik. Je zde 8 klinik, 15 specializovaných oddělení, několik dalších pracovišť a laboratoří. Má 1164 zaměstnanců a nachází se zde 368 lůžek pro pacienty, z čehož jich 131 je na jednotkách intenzivní péče.

## Historie
Předchůdcem IKEMu byl Výzkumný ústav experimentální terapie v Krči, který byl zrušen v polovině 70. let. IKEM byl založen v roce 1971 spojením šesti výzkumných ústavů v areálu Thomayerovy nemocnice.
Dne 30. listopadu 2017 lékaři v IKEMu poprvé v České republice a jako třetí na světě voperovali pacientovi plně umělé srdce. V roce 2019 byl IKEM největším transplantačním centrem v Evropě, bylo zde operováno 540 orgánů 486 lidem. Dochází zde k realizaci přibližně 70 % všech transplantací v Česku.

## Centra a kliniky
Výčet přednostů je platný k roku 2024.
- Kardiocentrum – přednosta Josef Kautzner
  - Klinika kardiologie – přednosta Josef Kautzner
  - Klinika kardiovaskulární chirurgie – přednosta Ivan Netuka
  - Klinika anesteziologie a resuscitace – přednosta Milan Ročeň
  -  Pracoviště preventivní kardiologie – přednostka Věra Adámková

- Transplantcentrum – přednosta Ondřej Viklický
  - Klinika transplantační chirurgie – přednosta Jiří Froněk
  - Klinika anesteziologie, resuscitace a intenzivní péče – přednostka Eva Kieslichová
  - Klinika nefrologie – přednosta Ondřej Viklický
  - Klinika hepatogastroenterologie – přednosta Tomáš Hucl
  - Pracoviště klinické a transplantační patologie – přednosta Luděk Voska

- Centrum diabetologie – přednosta Martin Haluzík
  -  Klinika diabetologie – přednosta Peter Girman

Centrum experimentální medicíny – přednosta Luděk Červenka

## Seznam ředitelů
| Roky      | Jméno                               |
| --------- | ----------------------------------- |
| 1971–1983 | Prokop Málek                        |
| 1983–1990 | Vladimír Kočandrle                  |
| 1990–1991 | Vladimír Staněk                     |
| 1991–2004 | Karel Filip                         |
| 2004–2006 | Rudolf Poledne                      |
| 2006–2007 | Štefan Vítko                        |
| 2007–2011 | Jan Malý                            |
| 2011–2018 | Aleš Herman                         |
| 2019–2023 | Michal Stiborek                     |
| od 2023   | Helena Rögnerová (pověřena vedením) |

Ředitel Michal Stiborek 18. srpna 2023 rezignoval kvůli kauze úvěrového byznysu, který provozoval. Ve funkci jej dočasně nahradil jeho statutární zástupce, kardiochirurg Jiří Malý. Po zveřejnění informace, že vedle Stiborka je i on prověřován policií, ministr zdravotnictví Vlastimil Válek 1. září 2023 dočasně pověřil vedením a krizovým řízením nemocnice vrchní ředitelku sekce pro ekonomiku a zdravotní pojištění ministerstva a bývalou ředitelku Fakultní nemocnice v Motole Helenu Rögnerovou.

## Galerie

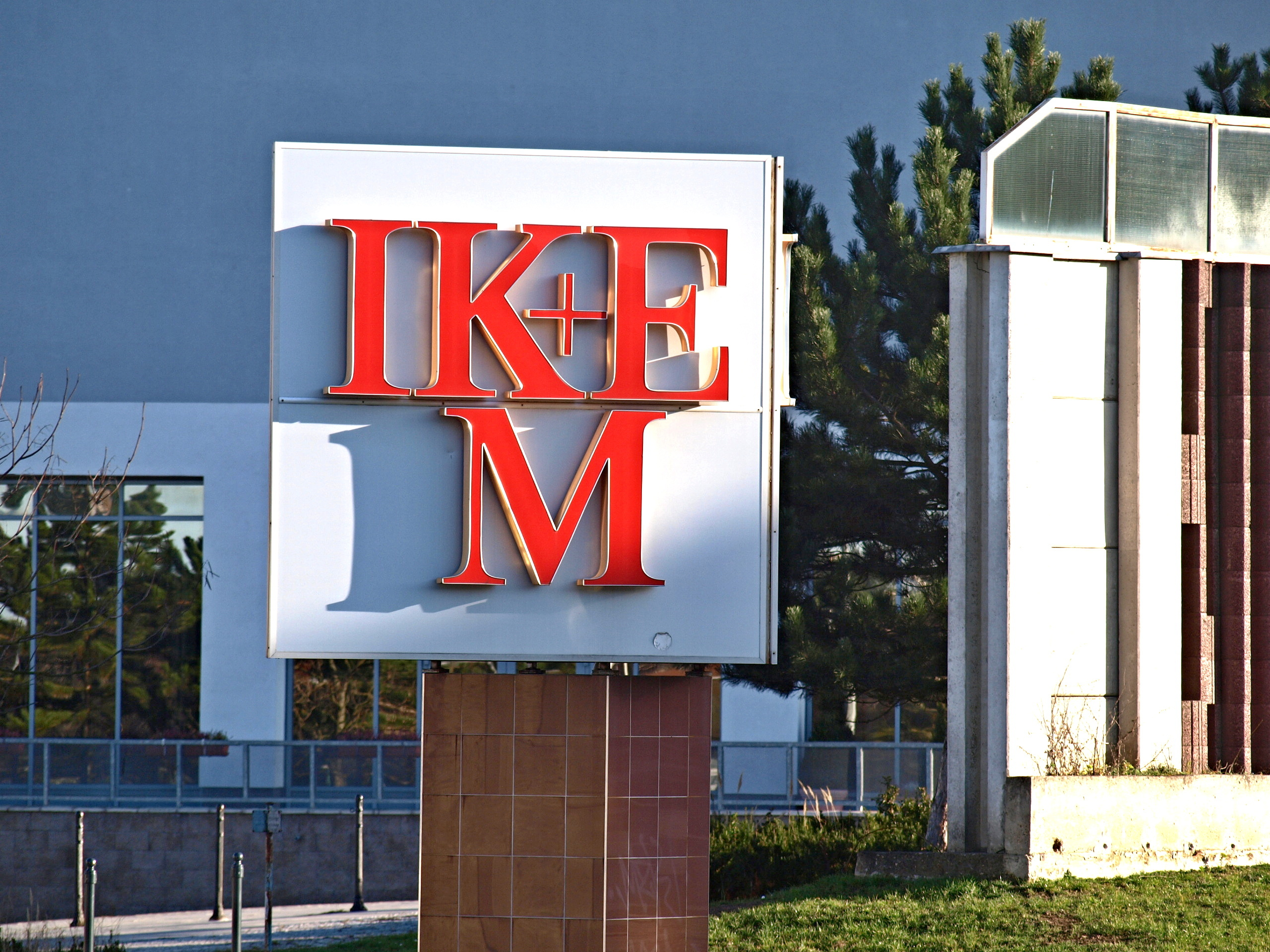
Logo IKEM
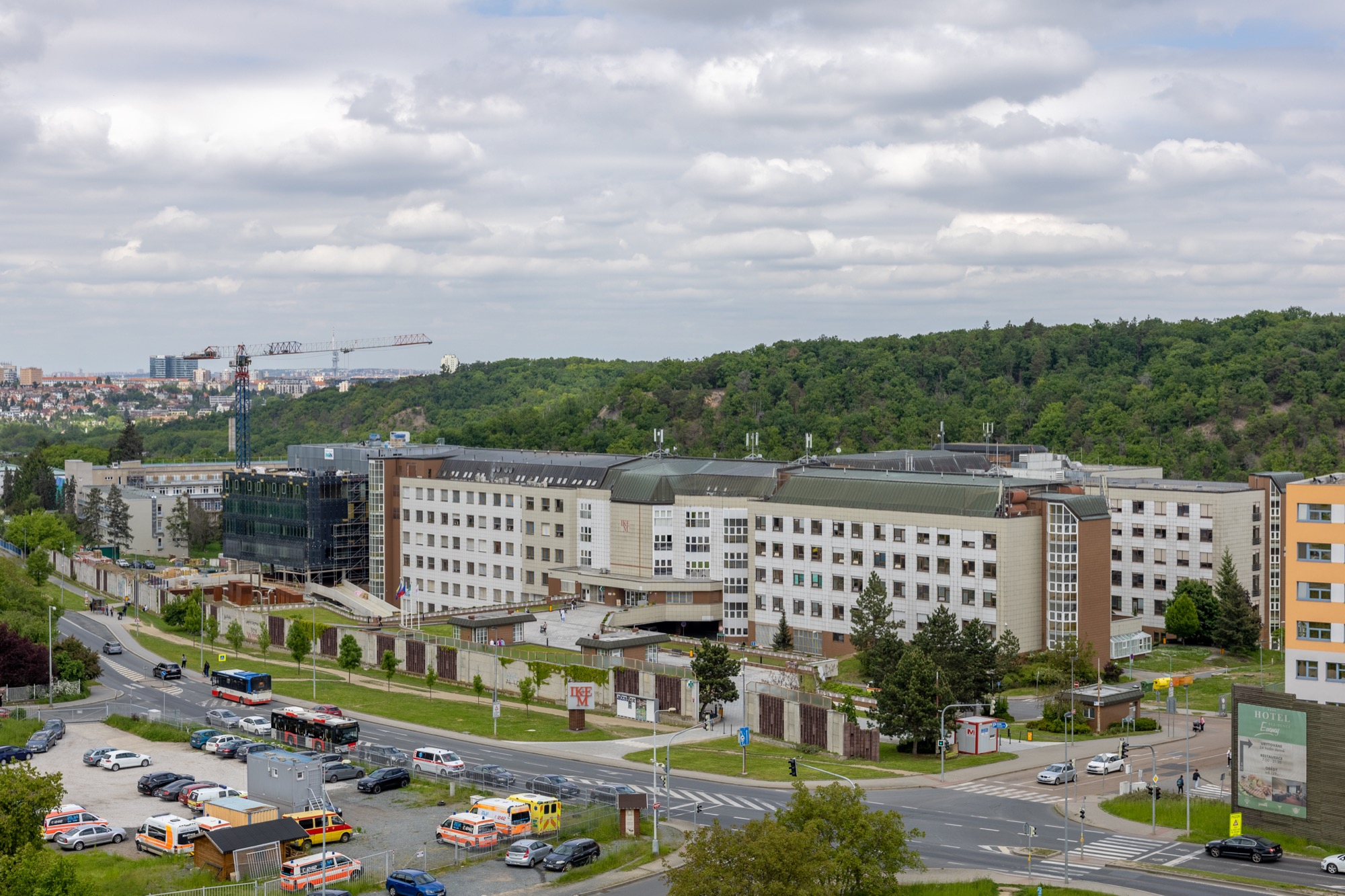
Budova IKEM
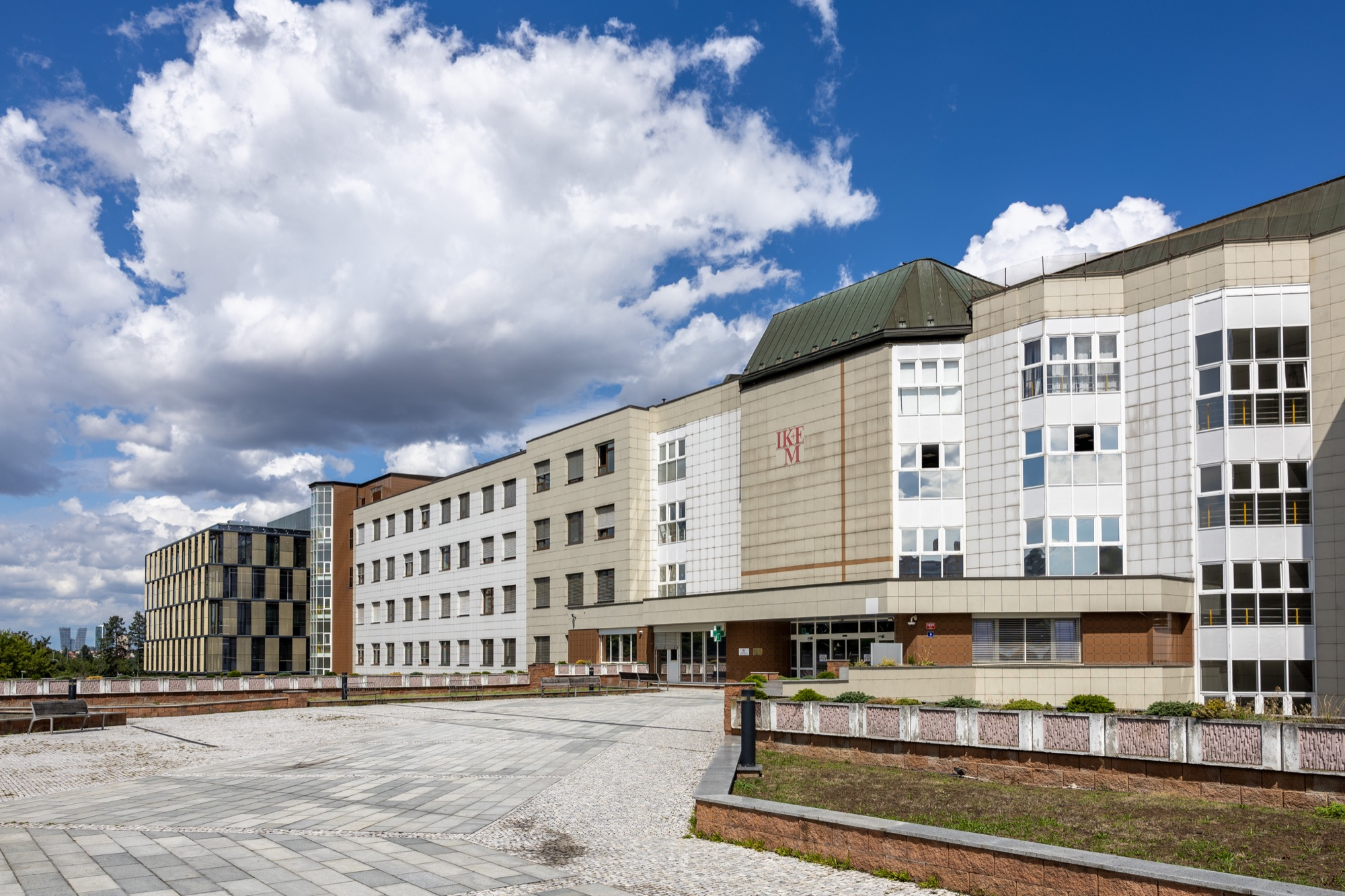
Budova IKEM a její hlavní vchod